# Commiphora monoica
Commiphora monoica är en tvåhjärtbladig växtart som beskrevs av K. Vollesen. Commiphora monoica ingår i släktet Commiphora och familjen Burseraceae. Inga underarter finns listade i Catalogue of Life.